# Илияз Халими
Илияз Халими (на албански: Iljaz Halimi) е албански политик oт Северна Македония, активист на Демократическата партия на албанците.

## Биография
Илияз Халими е роден в косовското село Сушике, община Щръбце, но като малък семейството му се преселва и той израства в Тетово. Завършва социология в Прищинския университет и дълги години е учител по философия и социология в тетовската гимназия „Кирил Пейчинович“ (1979–1998).
Основател и председател на Народната демократическа партия от 1990 до 1997 г. След сливането ѝ през юли 1997 г. с Партията за демократически проперитет на албанците през юли 1997 г. той е подпредседател на новата ДПА (1997–2007). Председател на Централния съвет на ДПА от 2011.
На изборите през 1998 Илияз Халими е избран за депутат и става заместник-председател на Събранието на РМ (1998–2002). В следващия състав на Събранието партията му е в опозиция, но той е председател на парламентарната комисия по труд и социална политика (2002–2006). Заместник-министър на отбраната в първия кабинет на Груевски от август 2006 до юли 2008 г. След 2009 г. е началник отдел в администрацията на община Тетово.
В края на февруари 2014 г. е определен от ДПА за неин кандидат в президентските избори в страната..

## Семейство
Илияз Халими е женен за съпругата си Зейна, по произход от с. Леуново, с която имат един син – Фат Халими..